# Вільяр'єсо
Вільяр'єсо (ісп. Villariezo) — муніципалітет в Іспанії, у складі автономної спільноти Кастилія-і-Леон, у провінції Бургос. Населення — 529 осіб (2010).
Муніципалітет розташований на відстані близько 210 км на північ від Мадрида, 9 км на південний захід від Бургоса.

## Демографія
Динаміка населення (INE ):